# مویز چومبی
مویز چومباتمه همچنین موسی چومباتمه یا موسی چوماباتامه (فرانسوی: Moïse Tshombebatme‎؛ ۱۰ نوامبر ۱۹۱۹ – ۲۹ ژوئن ۱۹۶۹) سیاست‌مدار اهل جمهوری دموکراتیک کنگو بود.
وی از سال ۱۹۶۰ تا ۱۹۶۳ با حمایت حزب CONAKAT یک حکومت تجزیه‌طلب در استان کاتانگا کنگو ایجاد کرد که مورد حمایت کشور بلژیک بود که باعث بحران کنگو شد؛ پس از سرنگونی دولت تجزیه‌طلب، چومباتمه در ژوئیه ۱۹۶۴ به‌عنوان نخست‌وزیر دولت جدید ائتلافی انتخاب شد اما در اکتبر ۱۹۶۵ توسط ژوزف کاسا-ووبو رئیس‌جمهور کنگو برکنار شد، در نوامبر ۱۹۶۵ ژنرال موبوتو کودتایی موفقیت‌آمیز علیه کاسا-ووبو انجام داد پس از آن چومباتمه را به خیانت متهم کرد و همین باعث فرار وی از کشور شد.
وی در حالی که در سال ۱۹۶۷ به صورت غیابی محکوم به مرگ شده بود در ۳۰ ژوئن ۱۹۶۷ در هنگامی که سوار بر هواپیما بود توسط فرانسیس بودنن عضو سازمان SDECE فرانسه ربوده شد و به الجزایر برده و در آنجا تحت بازداشت خانگی قرار گرفت، دولت کنگو خواستار استرداد وی به کنگو شد اما الجزایر درخواست را نپذیرفت. در نهایت چومباتمه در سال ۱۹۶۹ به علت نارسایی قلبی درگذشت و در یک گورستان متدیسم در ایتربیئک، بلژیک به خاک سپرده شد.

## چومباتمه و ادبیات
اشاره به رویداد تاریخی خیانت او به پاتریس لومومبا، در ادبیات ضداستعماری دوران جنگ سرد، موسی چومباتمه به عنوان یکی از خیانتکاران ملل ستمدیده و در همراهی استعمارگران معرفی شده بود. در یکی از سروده‌های فریدون مشیری نیز به نام او اشاره شده:
«...
قرن ما
روزگار مرگ انسانیت است
سینه دنیا ز خوبی‌ها تهی است
صحبت از آزادگی پاکی مروت ابلهی است
صحبت از موسی و عیسی و محمد نابجاست
قرن موسی چومباتمه هاست
روزگار مرگ انسانیت است
...»